# Tournoi de tennis de Jönköping
Le RC Hotel Open est un tournoi international de tennis masculin faisant partie de l'ATP Challenger Tour ayant lieu à Jönköping, en Suède. Il ne s'est déroulé qu'en 2016, sur dur.

## Palmarès

### Simple
| Année | Vainqueur      | Finaliste       | Score            |
| ----- | -------------- | --------------- | ---------------- |
| 2016  | Andrey Golubev | Karen Khachanov | 69-7, 7-65, 7-64 |

### Double
| Année | Vainqueur                     | Finaliste                     | Score            |
| ----- | ----------------------------- | ----------------------------- | ---------------- |
| 2016  | Isak Arvidsson Fred Simonsson | Markus Eriksson Milos Sekulic | 6-3, 3-6, [10-6] |